# خوسيه سيلجاس
خوسيه سيلجاس كارراسكو (لوركا، 27 نوفمبر 1822-مدريد، 5 فبراير 1882) كان كاتبًا، وموظفًا حكوميًا، وصحفيًا إسبانيًا.

## السيرة الذاتية
ينحدر من عائلة ثرية جدًا، وكان مشهور منذ شبابه، وكرسَّ دراساته في معهد سان فولخينثيو اللاهوتي لمرسية؛ توجه إلى برشلونة حيث عمل طوال حياته كموظف حكومي وحماه كل من الكونت سان لويس وأوريليانو فيرنانديث- جيرا. أما الأول، مكّنه من الحصول على بعض الوظائف التي لم تكن سيئة من حيث الأجر في ذلك الوقت. أما الثاني، رشحه كأكاديمي في الأكاديمية الملكية الإسبانية، وعُين فيها عام 1874. ومن ثم جعله لويس جونثاليث برابو عضوا برلمانيا. كان سياسيا محافظا جدا وكاثوليكيا جديدا فيما يتعلق بالأخلاق. أسس الجريدة المشهورة إل بادري كوبوس لمساندة التقدميين.
خلال فترة ديموقراطية السنوات الست، انضم للتيار الكارلي. بين عامي 1868 و1870 أصبح المساهم الدائم والفعّال لجريدة لا جوردا التابعة للمعارضة الشرسة. حينما كان الجنرال مارتينيث كامبوس أول وزير في خضّم عودة آل بوربون للحكم، فعُين وكيلا وزاريا له، وفي عام 1881، انضم سيلجاس لحزب للاتحاد الكاثوليكي لأليخاندرو بيدال، ولكن وفقًا لصحيفة إل سيجلو فوتورو التابعة للتيار المحافظ، فإن منطلق أعماله الأدبية لم يكن من فكر الليبراليين المحافظين الذين كان "تهاون بالعدالة الظاهرة دون رحمة". كان خوسيه كاتباً مشهورا للغاية في عصره، لكن في الواقع كان منسيا جدا: شعره، دفاعه عن القيم التقليدية، والفلاحين والعائلة، يؤدي دور جيوفاني باسكولي في إيطاليا.

## أعماله

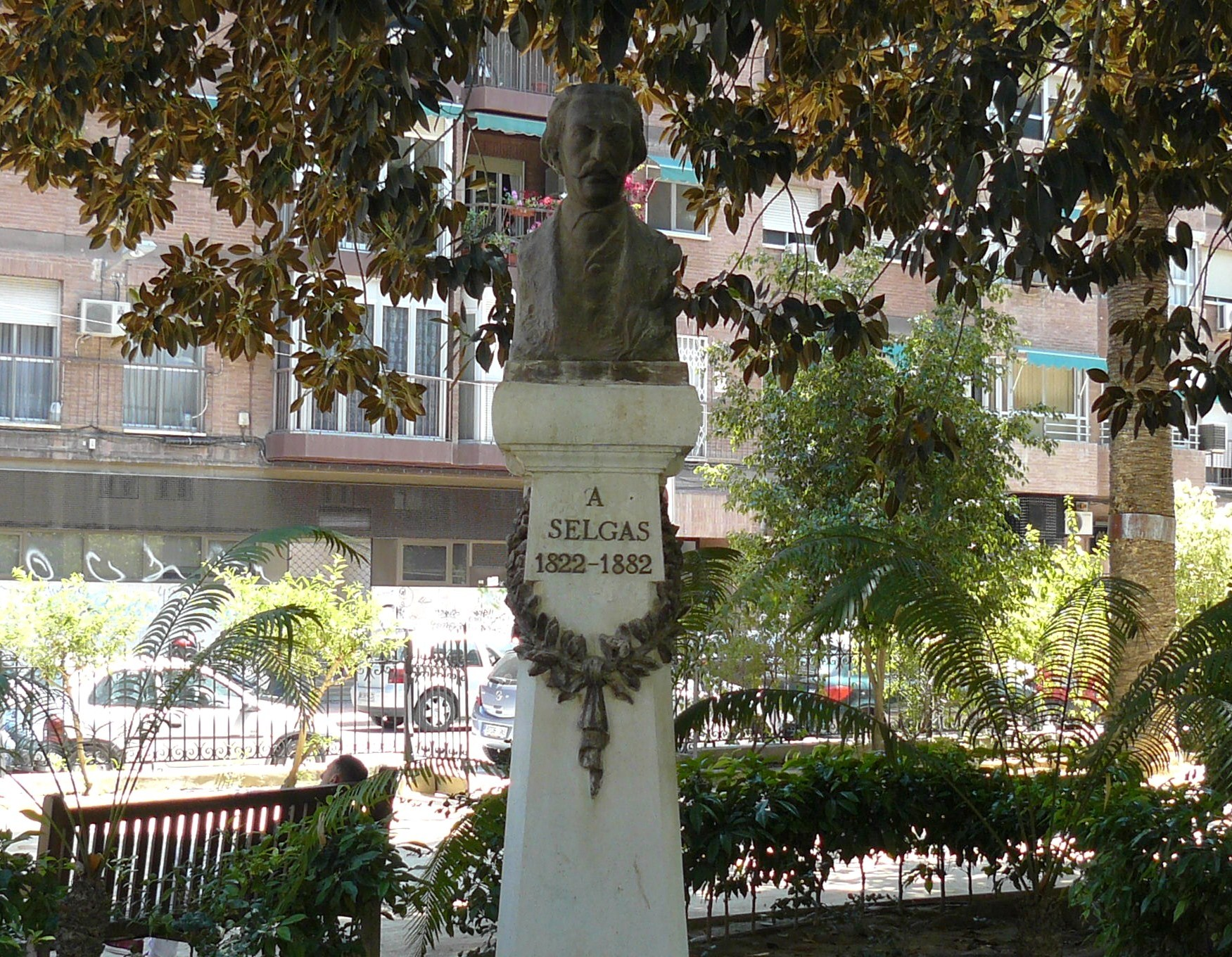
تمثال لخوسيه سيلجاس في حديقة فلوريدا بلانكا في مرسية.

قدم خوسيه سيلجاس بصفته شاعراً غنائياً ،بعد المغالات الرومانسية، اتجاها انتقائيا يمزج فيه بين الأساليب المختلفة. يٌغني بحساسية عن موضوعات: الورود والبراءة وجمال الطبيعة والتدين والسعادة الحقيقية والحزن العميق. في ظل احترامه لقيم العائلة مشجعًا لميغيل دي أونامونو. غَنيَ موضوعاته في قصائد صغيرة علي شكل منمنمات. أما بالنسبه لكتابيه: الربيع(1850) والصيف(1853) فهما متكونان من أبيات شعرية التي فيها تحت مثال الزهور أو رموز واضحة التي تتناول معالجة مبدأ أخلاقيًا. هذه المبادئ لم تعد ذات قيمة ولا تأثير عميق، فهي تستند دائمًا تقريبًا إلى حادثة زهور عاشقة. "دموع خصيبة" زهرة الناردين وتؤامتها يتبادلا الحب؛ في "الجحود"، وأيضًا يتبادلا زهرة الحائط ووردة الحب؛ في "الحب الحقيقي" يحب الياسمين وردة الإسكندرية؛ في "الزنبقات"، يحب صفير زنبقة. كما يمكن فهمه، الفائدة التي يمكن استخلاصها من هذه المواضيع التي تتعمد أن تكون بسيطة هي ضئيلة للغاية، وتقتصر على إعلان فضائل الثبات، والنقاء، والتواضع، أو إدانة الحسد والجحود.
تُستخلص نفس الاستنتاجات وبنفس الإجراءات في الصيف، ولكن المهمة التربوية هذه المرة تُسند إلى التجريدات مثل الفجر، والأرياح، والصباح والمساء، إلخ، رغم أنه لا تزال هناك قصائد عن الزهور، مثل الزهرتان الحمراواتان، الزنبقات الزرقاء، الماغنوليا، والحساسة. أفضل من ذلك هي قصائد الزهور والشوك (1879).
بين رواياته، التي كُتبت بأسلوب نثري ممتاز، تبرز: اثنان لاثنين، الاتفاق السري، خصمان، وأم، التي تبرز بنشرها بعد عام من وفاته، وبالأداء الممتاز للشخصيات في الحبكة، بالإضافة إلى كونها الكتاب الوحيد لهذا المؤلف الذي يحتوي على صور تمثيلية، وكذلك تم تسميتها "رواية العام" تكريماً لوفاته، واعتُبرت الأفضل في عام 1883. من الجدير بالذكر أيضًا اهتمامه بقصة قصيرة ورواية خيالية، في مجموعتين من القصص: مشاهد خيالية والعالم الخفي. وأخيرًا، في مقالاته عن العادات والنقد الأدبي، أظهر موهبة ساخرة كبيرة وعميقة مع حس فكاهي معقد جدًا، مليء بالتناقضات، والتناقضات السلبية، والردود المزدوجة. كان موضوعه المفضل هو الصراع ضد العلم والحضارة الحديثة، وكان حادًا جدًا وقاسيًا في هذا المجال. جمع مقالاته الصحفية في "أوراق متناثرة"، "المزيد من الأوراق المتناثرة (1866)، الدراسات الاجتماعية، تفاحة الذهب (1872)، والأعمال (1882) إلخ.

## قائمة الكتب
بين عامي 1884 و1894 نٌشرت طبعة ممتازة لأعماله في 13 مجلدًا.

### الشعر
- الربيع (1850)
- الصيف (1853)
- الزهور والشوك (1879)
- أبيات ما بعد الوفاة (1883)

### الروايات
- دين القلب (1872)
- تفاحة الذهب (1872)
- أم (1883)، إلخ.

### القصص
- مشاهد خيالية (1877)
- العالم الخفي (1877)

### المقالات والبحوث

#### الدراسات الاجتماعية
- - الجزء الأول: أوراق متناثرة وأكثر أوراق متناثرة (2 مجلد)
  - الجزء الثاني: أوراق متناثرة جديدة
  - الجزء الثالث: الأضواء والظلال وكتاب الذكريات
  - الجزء الرابع: ملذات الجنة الجديدة وأشياء من اليوم
  - الجزء الخامس: الوجوه المعاصرة (مدريد: مطبعة A. Pérez Dubrull، 1883-1889، خمسة مجلدات)

#### الأحداث والأقوال
- استمرار "أشياء من اليوم"
- أيديل الباتيبولاريو (Idilio patibulario)
- البنك
- الحساب الجاري
- عاطفة اليوم
- الانتحار
- عبارات مألوفة (إشبيلية: فرانسيسكو ألفاريز وCª، 1879)

#### أوراق متناثرة
- رحلات خفيفة حول مواضيع متعددة (الحرب، أسبوع الآلام، الائتمان، المال، الأطفال، الأمل...)
- كتاب الذكريات (مدريد: مطبعة مركز الإدارة العامة، 1866)